# Dykanka (huyện)
Huyện Dykanka (tiếng Ukraina: Диканський район, chuyển tự: Dykankas’kyi raion) là một huyện của tỉnh Poltava thuộc Ukraina. Huyện Dykanka có diện tích 679 km², dân số theo điều tra dân số ngày 5 tháng 12 năm 2001 là 21903 người với mật độ 32 người/km2. Trung tâm huyện nằm ở Dykanka.